# Answer (flumpoolの曲)
「Answer」（アンサー）は、flumpoolのメジャー10枚目のシングル。2012年11月7日にA-Sketchから発売された。

## 解説
- 初回版は2種類発売されている。「初回盤A with visual content」(CD+DVD)には、特典DVD『ふらよん ~奇跡の新曲誕生編~』(約60分）が、「初回盤B with more live audio」（CD)には、ボーナストラックとしてfrom the 5th tour 2012からライブトラック5曲が収録されている[1]。
- 初回盤には購入者特典として「世界最速！アルバム全曲試聴会」開催概要発表のエントリー用紙が同封されている。
- CDショップ 先着予約購入特典「オリジナルポスター」がつく。

## 収録曲

### CD
1. Answer
作詞：山村隆太、作曲：阪井一生、編曲：玉井健二、百田留衣、ストリングス編曲：大西省吾・弦一徹
  - TBS系木曜ドラマ9『レジデント〜5人の研修医』主題歌。
2. 君をつれて
作詞：山村隆太、作曲：阪井一生、編曲：玉井健二、百田留衣
  - フジテレビ系『めざましどようび』テーマソング（4月‐9月）
3. Because... I am （from the 5th tour 2012）
作詞：山村隆太、作曲：阪井一生、編曲：玉井健二、百田留衣
4. Answer （Instrumental）
5. 君をつれて （Instrumental）
6. 証 （from the 5th tour 2012）　BONUS TRACK

DVD（初回盤A）
1. 『ふらよん 〜奇跡の新曲誕生編〜』（約60分予定）

DVD (初回盤B【BONUS TRACK】)
1. 僕の存在 （from the 5th tour 2012）
2. Present （from the 5th tour 2012）
3. ベガ 〜過去と未来の北極星〜（from the 5th tour 2012）
4. reboot 〜あきらめない詩〜（from the 5th tour 2012）
5. MW 〜Dear Mr. & Ms. ピカレスク〜（from the 5th tour 2012）